# Программирование сетевых задач
В области компьютеризации понятие программирования сетевых задач или иначе называемого сетевого программирования (англ. network programming), довольно сильно схожего с понятиями программирование сокетов и клиент-серверное программирование, включает в себя написание компьютерных программ, взаимодействующих с другими программами посредством компьютерной сети.
Программа или процесс, инициирующие установление связи, называются клиентским процессом, а программа, ожидающая инициации связи, называется серверным процессом. Клиентский и серверный процессы вместе образуют распределённую систему. Связь между клиентским и серверным процессами может быть или на основе соединений (как например, TCP-протокол, устанавливающий виртуальное соединение или сеанс), или без соединений (на основе UDP-датаграмм).
Программа, которая может функционировать и как клиент и как сервер, основывается на одноранговой связи.
Сокеты обычно реализуются библиотекой интерфейса программирования приложений (API), как например, сокеты Беркли, впервые представленные в 1983 году. Большинство реализаций основаны на сокетах Беркли, например, Winsock, представленный в 1991 году. Существуют и другие реализации API сокетов, например, Интерфейс транспортного уровня (TLI) на основе STREAMS.
Ниже следуют примеры функций или методов, обычно реализуемые библиотекой API:
- socket() создает новый сокет определённого типа, идентифицируемый при помощи целого числа, после чего выделяет ему системные ресурсы.
- bind(), как правило, используется на серверной стороне; ассоциирует сокет с адресной структурой сокетов, то есть определённым номером локального порта и IP-адресом.
- listen() используется на стороне сервера; переводит TCP-сокет в режим прослушивания.
- connect() используется на клиентской стороне; привязывает номер незанятого локального порта к сокету. В случае с TCP-сокетом, вызывает попытку установить новое TCP-соединение.
- accept() используется на стороне сервера. Данная функция принимает полученную попытку создания нового TCP-соединения от удаленного клиента и создает новый сокет, ассоциированный с парой сокетных адресов этого соединения.
- send() и recv() или write() и read() или recvfrom() и sendto() используются для отправки и получения данных к/от удалённого сокета.
- close() вызывает освобождение системных ресурсов, выделенных сокету. В случае TCP, соединение завершается.